# فالبارايسو (زاكاتكس)
فالبارايسو (بالإسبانية: Valparaíso, Zacatecas)‏ هي منطقة سكنية تقع في المكسيك في ولاية زاكاتيكاس.[بحاجة لمصدر] يقدر عدد سكانها بـ 12,919 نسمة وترتفع عن سطح البحر 1,890 متر.

## أعلام
- توماس توريس ميركادو